# USS LST-1132
O USS LST-1132 foi um navio de guerra norte-americano da classe LST que operou durante a Segunda Guerra Mundial.